# Seán Barrett (homme politique)
Pour les articles homonymes, voir Sean Barrett et Barrett.
Seán Barrett (né le 9 août 1944) est un homme politique irlandais, membre de Fine Gael. Il est Ceann Comhairle (président) du Dáil Éireann (chambre basse du parlement) de 2011 à 2016. Il est aussi ministre de la Défense de 1995 à 1997. Il est Teachta Dála (député) de 1981 à 2002 et depuis 2007 pour la circonscription de Dún Laoghaire,.

### Sources
- (en) Cet article est partiellement ou en totalité issu de l’article de Wikipédia en anglais intitulé « Seán Barrett (politician) » (voir la liste des auteurs).